# Orbán
Orbán, também conhecido como Urbano (Brașov, início do século XV — Constantinopla, maio de 1453), foi um engenheiro húngaro especializado na fundição de canhões. Sua origem étnica é controversa.
Orbán é conhecido principalmente como o criador da Bombarda Turca a serviço do Sultão Maomé II que, pela primeira vez na história da cidade de Constantinopla, abriu uma brecha nas gigantescas muralhas de Teodósio, por mais de 1000 anos nunca violada.

## O "monstro de Orbán"

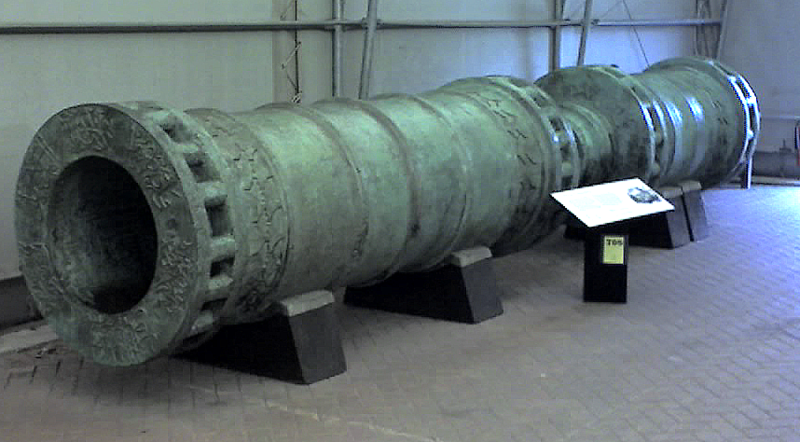
O Canhão dos Dardanelos ou Bombarda Turca, forjada em 1464 e baseada na bombarda de Orbán usada em 1453 pelos otomanos no cerco a Constantinopla; coleção dos Arsenais Reais Britânicos.

Em 1452, Orbán ofereceu os seus serviços para construir um imponente canhão ao Império Bizantino, ameaçado pelo Império Otomano e que possuía pouca artilharia para defender Constantinopla. No entanto, Constantino XI não dispunha dos meios para garantir o alto salário exigido pelo engenheiro, nem de materiais para construir canhões tão imponentes como os propostos por Orbán. Assim, Orbán ofereceu os seus serviços ao Sultão Otomano Maomé II, que preparava o cerco à cidade. Alegando que o seu canhão poderia derrubar "as muralhas da própria Babilónia", o sultão forneceu a Orbán fundos e materiais abundantes, em valores bem superiores aos inicialmente pedidos. O engenheiro conseguiu construir o canhão gigante em apenas três meses na cidade de Adrianópolis, de onde foi transportado para Constantinopla puxado por 15 pares de bois e com uma companhia de 100 homens. Ao mesmo tempo, Orbán produziu outros canhões de menores dimensões para os otomanos. Estes canhões foram uma peça fundamental para a conquista otomana de Constantinopla.

## Morte
Orbán, juntamente com uma equipa inteira, acabou por morreu numa explosão acidental de um dos seus próprios canhões (algo que não era incomum na época), durante o cerco de Constantinopla.